# La Grande Illusion
Pour les articles homonymes, voir La Grande Illusion (homonymie).
Ne doit pas être confondu avec La Grande Évasion (film, 1963).
Pour plus de détails, voir Fiche technique et Distribution.
La Grande Illusion est un film français, réalisé par Jean Renoir et sorti en 1937.
Ce film est considéré comme un chef-d'œuvre du cinéma mondial,.

## Synopsis
Pendant la Première Guerre mondiale, l'avion du lieutenant Maréchal et du capitaine de Boëldieu est abattu par le commandant von Rauffenstein, un aristocrate connaissant par hasard la famille du capitaine de Boëldieu. Les deux officiers français sont envoyés dans un camp en Allemagne. Là, ils retrouvent de nombreux officiers prisonniers français, britanniques et russes issus de différents milieux sociaux. Ensemble, les prisonniers organisent différentes activités, partagent leurs maigres ressources et vivent au rythme des nouvelles de l'armée française qui prend et perd successivement des positions sur le front nord, notamment lors de la bataille de Douaumont. La chambrée, outre Maréchal et Boëldieu, regroupe également le lieutenant Demolder, un amoureux des lettres, le lieutenant Rosenthal, fils d'une riche famille juive dans les finances, un ingénieur du cadastre et Cartier, un lieutenant populaire et volubile issu des cabarets parisiens. Ils décident de s'échapper de l'Oflag en creusant un tunnel dans des conditions périlleuses. Le jour même de leur évasion, le sort veut qu'ils soient transférés dans un autre camp.
Les mois passent. Maréchal et Boëldieu, après diverses tentatives d'évasion avortées, sont transférés dans un ultime camp fortifié en montagne, où ils ont la surprise de découvrir qu'il est dirigé par von Rauffenstein, maintenant infirme après une grave blessure et inapte au combat. Ils retrouvent également, par hasard Rosenthal. Les deux officiers aristocrates se respectent et fraternisent courtoisement, ayant en commun leur milieu et leur éducation, sous le regard de Maréchal l'ouvrier et de Rosenthal le fils de banquier juif. Poursuivant leur projet d'évasion, Maréchal, Rosenthal et de Boëldieu montent un stratagème raffiné pour s'échapper, mais un certain honneur personnel vis-à-vis à la fois de von Rauffenstein et de Maréchal, pousse de Boëldieu à se sacrifier pour couvrir la fuite de Maréchal et Rosenthal. L'évasion des deux compères réussit, mais de Boëldieu est abattu par von Rauffenstein, forcé par le devoir de tirer en direction de celui qui était devenu presque un ami.
Dans leur fuite vers la Suisse à travers la campagne allemande, dans le froid et la neige, affamés et épuisés, Maréchal et Rosenthal sont accueillis dans une fermette par Elsa, une jeune femme qui élève seule sa fille Lotte et mène du mieux qu'elle peut l'exploitation. Tous les hommes de la famille d'Elsa sont morts à la guerre, dans des batailles qui sont autant de grandes victoires allemandes. Rosenthal, blessé, et Maréchal décident de passer quelques semaines là pour reprendre des forces avant de reprendre leur route. Maréchal tombe amoureux d'Elsa, laquelle revit grâce à la présence des pas d'un homme dans sa maison. Le soir de Noël, ils passent la nuit ensemble. Le jour du départ arrive ; Maréchal, avec Rosenthal, reprend sa route vers la Suisse, tout en promettant à Elsa de revenir après la guerre, s'il vit toujours. Ensemble, ils franchissent finalement la frontière suisse malgré les gardes frontières allemands qui les ont aperçus. Ces derniers commencent à tirer mais cessent immédiatement se rendant compte qu'ils viennent de franchir la frontière. 
Le scénario initial prévoyait une issue différente. En se séparant, Maréchal et Rosenthal, avant de se lancer à découvert, se disaient au revoir et se donnaient rendez-vous dans un grand restaurant parisien pour fêter la victoire. Au jour dit, les deux chaises restaient vides, sans qu'on sache s'ils avaient renoncé à continuer à fraterniser, la paix revenue, ou s'ils avaient été tués ou épargnés.

## Fiche technique

Affiche

- Titre original : La Grande Illusion
- Réalisateur : Jean Renoir
- Scénario et dialogues : Charles Spaak et Jean Renoir
- Conseiller technique : Carl Koch
- Assistants réalisateur : Jacques Becker et Robert Rips
- Chef opérateur : Christian Matras
- Second opérateur : Claude Renoir
- Assistant opérateur : Jean-Serge Bourgoin et Ernest Bourreaud
- Ingénieur du son : Joseph de Bretagne
- Décors : Eugène Lourié
- Costumes : René Decrais
- Scripte : Françoise Giroud (sous le nom de Gourdji)[3]
- Photographe de plateau : Sam Lévin
- Montage : Marguerite Renoir (nouveau montage de restauration réalisé en 1958 par Renée Lichtig)
- Musique : Joseph Kosma (Éditions Smyth)
- Directeur d'orchestre : Émile Vuillermoz
- Chansons :
  - Frou-Frou de Hector Monréal et Henri Blondeau, musique d'Henri Chatau, chantée par Lucille Panis
  - Si tu veux Marguerite de Vincent Telly et Albert Valsien, interprétée par Julien Carette
- Affiche : Bernard Lancy
- Production : Frank Rollmer et Albert Pinkévitch
- Directeur de production : Raymond Blondy
- Régisseur général : Pierre Blondy
- Société de production : Réalisation d'art cinématographique (RAC)
- Sociétés de distribution : RAC, puis Cinédis, Filmsonor Gaumont
- Dates de tournage : Hiver 1936-1937
- Pays d'origine :  France
- Langues originales : français, allemand, anglais et russe
- Format : noir et blanc - mono - 35 mm (tirage : Laboratoire Franay L.T.C)
- Genre : Film dramatique, Film de guerre
- Durée : 114 minutes  (94 minutes pour la version de 1937 et 107 minutes pour la version allemande)
- Dates de sortie :
  - France : 9 juin 1937 (première au Marivaux à Paris) ; 7 septembre 1944 (première ressortie)
  - Belgique : 18 juin 1937 (Bruxelles)
  - États-Unis : 12 septembre 1938
- Classification CNC : tous publics, Art et essai (visa d'exploitation no 3971 délivré le 20 mars 1946)[4]
- Affiche : Bernard Lancy (France)

## Distribution
- Jean Gabin : le lieutenant Maréchal
- Pierre Fresnay : le capitaine de Boëldieu
- Erich von Stroheim : le capitaine puis commandant von Rauffenstein
- Marcel Dalio : le lieutenant Rosenthal
- Julien Carette : Cartier, l'acteur
- Gaston Modot : l'ingénieur au cadastre
- Dita Parlo : Elsa
- Georges Péclet : le serrurier
- Werner Florian : le sergent Kantz, dit Arthur
- Jean Dasté : l'instituteur
- Sylvain Itkine : le lieutenant Demolder, dit Pindare
- Jacques Becker : l'officier anglais qui casse sa montre
- Habib Benglia : le Sénégalais
- Pierre Blondy : un soldat
- Albert Brouett : un prisonnier
- Roger Forster : Maison-Neuve
- Georges Fronval : le soldat allemand qui vise le capitaine de Boëldieu
- Karl Heil : un officier de la forteresse
- Carl Koch : un gendarme de campagne (l'ordonnance de von Rauffenstein)
- La petite Peters[5] : Lotte, la jeune fille d'Elsa
- Claude Sainval : le capitaine Ringis
- Michel Salina
- Claude Vernier : l'officier prussien

## Genèse du film

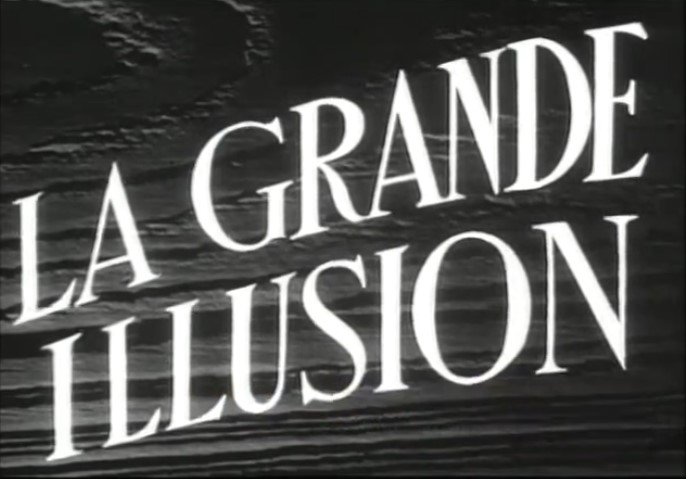
Générique du film

Le film devait initialement s'appeler Les Aventures du lieutenant Maréchal, ce personnage étant le seul présent du début à la fin. Le scénario d'origine se concentrait sur les relations du lieutenant Maréchal et du capitaine de Boëldieu.
Le titre de ce film reprend littéralement celui d'un essai de Norman Angell, La Grande Illusion, paru en France en 1910 et ayant connu un succès mondial. Renoir précisa qu'il avait choisi ce titre « parce qu'il ne voulait rien dire de précis ».
Le film s'inspire des récits d'évasion du Général Amand Pinsard. Jean Renoir l'a rencontré pendant la Première Guerre mondiale et ce dernier lui a sauvé la vie alors qu'il était pris en chasse par un avion allemand. Les deux hommes se perdent de vue pendant la guerre mais se retrouvent par hasard en 1934 pendant le tournage de Toni. Amand Pinsard raconte alors sa captivité en Allemagne et son évasion facilitée par le général Paul de Villelume, personnage à rapprocher du capitaine de Boëldieu. Renoir s'inspire de ce récit pour écrire un premier scénario avec Charles Spaak. Le projet s'intitule d'abord L'évasion de Pinsard ,.
En 1914, quand commence la Première Guerre mondiale, Jean Renoir est maréchal des logis au 1er régiment de dragons sous les ordres du capitaine Louis Bossut, modèle possible du capitaine de Boëldieu.

### Production
Jean Renoir a eu beaucoup de difficultés pour financer ce film et n'a pu trouver un producteur qu'avec le soutien de Jean Gabin,.

### Attribution des rôles
Jean Renoir a confié les rôles principaux à trois figures emblématiques de l'époque : Pierre Fresnay en aristocrate déclinant, Jean Gabin en titi parisien gouailleur et Erich von Stroheim en officier très rigide, trait accentué par sa minerve. La présence de ce dernier a été imposée à Renoir par la production. Renoir a alors développé un personnage sur mesure pour l'acteur, avec Rauffenstein.
À la suite d'un malentendu avec Erich von Stroheim, Jean Renoir dut réécrire le scénario, alors que le tournage était commencé, pour lui donner un rôle plus important car il ne devait faire, à l'origine, qu'une apparition. À l'origine également, le rôle de Boëldieu était écrit pour Louis Jouvet.
La petite Peters, qui interprète le rôle de Lotte, ne vit jamais le film : elle décède en mai 1937, emportée par une grippe quelques semaines avant sa sortie.
Sylvain Itkine, qui joue le rôle de l'officier prisonnier amateur de Pindare, a été membre d'un réseau de renseignements pendant l'Occupation ; il fut arrêté par la Gestapo en été 1944 et fusillé.
Jouant des héros de guerre, Gabin et Fresnay vont, peu d'années plus tard, durant la Seconde Guerre mondiale, avoir des attitudes opposées l'un par rapport à l'autre. Alors que Fresnay adopte une attitude complaisante vis-à-vis de l'occupant allemand, Gabin s'engage dans les Forces françaises combattantes.

### Tournage
Le tournage de La Grande Illusion s'est déroulé de janvier à mars 1937. Les scènes d'intérieur ont été tournées aux studios de Billancourt et Éclair à Épinay-sur-Seine. Les scènes d'extérieur ont été tournées à Neuf-Brisach, à la caserne (quartier Walter) de Colmar, au château du Haut-Koenigsbourg, dans une ferme près de Ribeauvillé sur les hauteurs de Fréland, et à Chamonix pour la dernière séquence (sans Jean Gabin parti pour un autre film).
Claude Renoir, qui travaillait auprès de son oncle Jean Renoir depuis 1932, fut contraint de quitter le tournage en Alsace pour raisons de santé et fut remplacé durant trois semaines par son assistant, Jean-Serge Bourgoin.

## Musique
La trame sonore contient plusieurs mélodies, bien connues à l'époque, des cultures française, anglaise et allemande :
- Frou-Frou (1897), paroles d'Hector Monréal (1839-1910) et Henri Blondeau (1841-1925), musique d'Henri Chatau (18..-1933), chantée par Lucile Panis.
- Frère Jacques
- Ma bergère ou Le pâtre des montagnes (1902 ou plus ancien), paroles de Victor Nivelet (1829-1903), musique d'Eugène Mathieu fils (1842-1907) Carette/Cartier cite le début de ce pastiche d'air tyrolien lorsque Gabin/Maréchal se fait expliquer le mécanisme de secours pour les tunneliers ("Et pi alors, y'm'ramènent par les pattes - "les pâtres des montagnes, j'aime l'air, la liberté"...)
- Aux bat' d'Af' chanson d'Aristide Bruant (1851-1925), dont le refrain est chanté par Carette pendant la préparation de la fête, juste avant qu'il ne tombe nez à nez avec un garde.
- Der alte Dessauer, marche militaire allemande (jouée pour la première fois en 1706) ; dans le film, elle s'enchaîne avec la précédente lorsque le garde fait irruption dans la pièce.
- Si tu veux Marguerite (1913), paroles de Vincent Telly, musique d'Albert Valsien, créée par Fragson
- It's a Long Way to Tipperary
- La Marseillaise
- Il était un petit navire, joué par Boëldieu avec son pipeau, ou penny whistle, pour distraire les gardes pendant l'évasion de Rosenthal et Maréchal, qui plus tard, lors d'une altercation sur la route, se la crient l'un à l'autre.
- Die Wacht am Rhein

## Diffusion et audience
Lors de sa présentation publique, le film fut amputé de 18 minutes et ne fut projeté en version complète qu'au cours d'un festival organisé à Bruxelles en 1958. Au lendemain de la première au cinéma Marivaux, le film a été projeté sans interruption de 10 heures à 2 heures du matin. Il a fait salle comble à chaque séance et a battu tous les records de fréquentation : 1,55 million de francs en quatre semaines, 200 000 spectateurs en deux mois dans une seule salle, la meilleure recette de l'année 1937. Le film a cumulé 12,5 millions d'entrées selon les estimations sur la totalité des exploitations en salles, dont 6,5 millions depuis 1945 (2 664 887 entrées en 1958). Lors de sa reprise en salles le 4 septembre 1946, La Grande Illusion totalise 5 606 473 entrées jusqu'au 31 décembre 1959. Entre septembre 1946 au 31 décembre 1969, il a totalisé 6 368 962 entrées, lors de sa ressortie en 2012, 32 479 entrées.
Le film fut projeté exceptionnellement à la Maison-Blanche à Washington pour l'anniversaire de Mme Roosevelt. « Tous les démocrates du monde devraient voir ce film », déclara Roosevelt[réf. nécessaire]. Le film est resté trente-six semaines à l'affiche d'une salle new-yorkaise. Jusque vers 1970, il était toujours dans la liste des dix meilleurs films de tous les temps. Souvent cité parmi les films les plus importants du cinéma mondial, il fait partie des rares à figurer dans les collections permanentes du Museum of Modern Art (MoMA) de New York.
Aux États-Unis, La Grande Illusion a totalisé 414 620 $ depuis les ressorties à partir de 1999.

### Censure
Joseph Goebbels considérait ce film comme « l'ennemi cinématographique numéro un » en raison de l'esprit pacifiste, revendiqué par Jean Renoir, et de l'idée de fraternisation entre les peuples et a cherché à en détruire toutes les copies. Le film est interdit en Allemagne par le régime nazi et en France par les autorités d'occupation le 1er octobre 1940,. Il est progressivement interdit dans l'Europe occupée pendant la Seconde Guerre mondiale.

### Recherche du négatif du film et restaurations
Renoir a passé une grande partie de sa vie à reconstituer son film qu'il croit perdu. Il présente une version amputée et de moindre qualité en 1946 puis un remontage en 1958 en travaillant avec Renée Lichtig. La cinémathèque de Toulouse récupère le négatif original du film dans les années 1980 auprès des archives du film soviétique. Il avait vraisemblablement été récupéré à Berlin en 1945 par les Soviétiques. Renoir étant mort en 1979, c'est donc Renée Lichtig qui confirme que le négatif est bien l'original. De 1992 à 1997, le négatif est restauré manuellement, le film est alors redécouvert dans son entièreté par le grand public et entre dans le patrimoine cinématographique français pour ses qualités. C'est ce négatif qui a permis de mettre au point une version restaurée numériquement du film en 2012,.

## Analyse

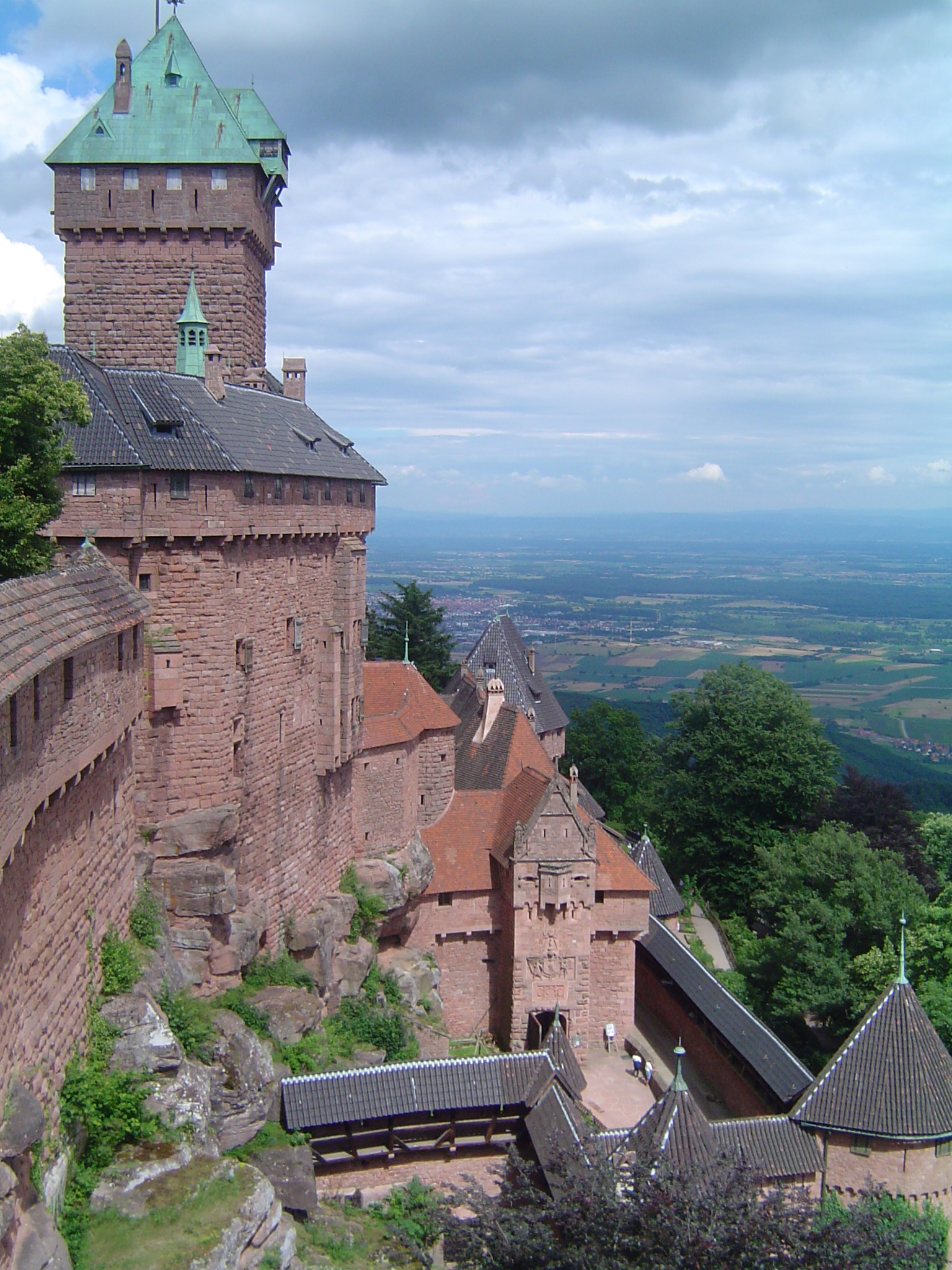
Le Château du Haut-Koenigsbourg où fut tournée une partie du film.

### Titre
La signification du titre du film a longtemps suscité des discussions. Une hypothèse voudrait que l'illusion soit celle de la « Der des Der » qu'évoque Maréchal, aussitôt contredit par Rosenthal dans la dernière séquence de dialogue entre les deux évadés qui s'approchent de la frontière suisse. À Maréchal qui parle de la guerre en disant « En espérant que c'est la dernière », Rosenthal répond : « Ah ! tu te fais des illusions ! »

### Thèmes
Ce film décrit des personnages de classes diverses (deux aristocrates, un titi parisien, un couturier et fils de banquier juif, un acteur, un instituteur, un ingénieur, etc.) lors de la Première Guerre mondiale. Cette œuvre, qui montre la fin des aristocraties française et allemande, s'attache à présenter les rapports de force et les affinités entre les différentes classes sociales au-delà des frontières et des conflits. La Grande Illusion n'est d'ailleurs ni un film d'aventures, ni même un film de guerre (il n'y a aucune scène de combat).
Le film est interprété comme une charge contre les nationalismes et l'antisémitisme.

## Réception critique
« On sent la qualité d'émotion qui se dégage d'un tel film où tout a été traité avec une honnêteté et une franchise remarquables. Jean Renoir n'a fait aucune concession. Il a tout abordé bien en face sans se soucier d'autre chose que de vérité. Ce film d'hommes, il l'a traité en homme, en homme aux élans sûrs et directs, en homme qui ne craint pas d'être mal compris parce qu'il est lui-même sans équivoque. »

— L'Humanité, 16 juin 1937

« C'est là du beau du grand « boulot », une compréhension parfaitement lucide de la chose cinématographique, de sa valeur, de sa chaotique vigueur. De la première à la dernière image, l'intérêt non seulement ne faiblit jamais mais va crescendo ; le film est orchestré, dirigé. Il s'en dégage une impression inaccoutumée de réalisme puissant, empoignant, dénué de tout classicisme, de toute orthodoxie. »

— Maurice Bessy, Cinémonde, 10 juin 1937.

« Vingt ans après, La Grande Illusion n'a pas une ride. Cette jeunesse, le film de Renoir la doit à la perfection de sa forme. De toutes les œuvres de l'auteur du Fleuve, celle-ci est certainement la mieux équilibrée, la plus achevée, la plus classique. À ce classicisme, on peut préférer le foisonnement, l'originalité la fantaisie de La Règle du jeu. Il n'empêche que nous sommes ici devant un sommet de l'école cinématographique française. [....]
Film de guerre, La Grande Illusion se transforme sous nos yeux en un admirable film d'amour, non seulement parce qu'il raconte épisodiquement l'aventure d'un soldat français avec une paysanne allemande, mais parce qu'il exalte dans ce qu'elle a de plus pur et je dirais de plus instinctif, la fraternité des hommes. »

— Le Monde,Jean de Baroncelli, 7 octobre 1958

« Ce qui nous frappe ici, c'est l'art qu'a Renoir de composer, non pas seulement une vague ambiance, ni cette atmosphère chère au réalisme poétique, mais plus profondément une mosaïque savante de races et de tempéraments, une espèce de tour de Babel perpétuellement en construction et dont l'apparent désordre cache une harmonie supérieure. [....]
Une noblesse tout intime imprègne La Grande Illusion, et cela est d'autant plus bouleversant que l'homme s'y montre emprisonné, diminué. »

— Claude Beylie, Cinéma 58, novembre 1958

« Le génie de Renoir, c'est de nous proposer les plus importantes vérités sociales et morales sans jamais tomber dans le film à thèse. Et pourtant Renoir dit bien ce qu'il veut dire : les classes divisent les hommes plus réellement que les frontières. Mais ces divisions de classes elles-mêmes ne résistent pas au besoin d'amitié et de fraternité. »

— André Bazin, Le Parisien Libéré, 14 octobre 1958

« Comme dans Toni et Les Bas-fonds qu’il venait de tourner, comme dans La Marseillaise et La Règle du jeu auxquelles il pensait déjà, il s’agissait pour Renoir de développer cette idée qui le passionnait alors que le monde se divise horizontalement plutôt que verticalement, c’est-à-dire en couches sociales plutôt qu’en nations. C’est l’idée de frontière qu’il faut abolir pour détruire l’esprit de Babel et réconcilier les hommes que séparera toujours cependant leur naissance. »

— François Truffaut, Arts n° 691, 8-14 oct. 1958
À l'inverse, La Grande Illusion est vivement critiqué par Louis-Ferdinand Céline dans son pamphlet antisémite Bagatelles pour un massacre, au motif qu'un juif ne saurait être aussi sympathique que le lieutenant Rosenthal.

## Distinctions
- Prix du meilleur ensemble artistique à l'exposition internationale d'art cinématographique de Venise (Ve Mostra de Venise (1937)).
- Prix du meilleur film étranger décerné par la critique américaine en 1938.

Le film figure également à la cinquième place de la liste des meilleurs films de l'histoire du cinéma, publiée à l'occasion de l'Exposition universelle de 1958 à Bruxelles,.

## Autour du film

### Procès
L'écrivain Jean des Vallières, auteur en 1931 du roman Le Cavalier Scharnorst, a accusé Jean Renoir et Charles Spaak d'avoir plagié son ouvrage. De nombreuses similitudes existent en effet entre le film et le roman, mais le jugement final dédouane Renoir.

### L'affiche
Pour la ressortie du film en 1946, Bernard Lancy a réalisé une affiche qui a contribué elle aussi à la renommée du film : elle représente la statue d'un soldat allemand dont la poitrine laisse passer un coin de ciel bleu dans lequel une colombe blessée est paralysée par des barbelés.